# U艇战斗勋饰
U艇战斗勋饰（德語：U-Boot-Frontspange）是納粹德國海軍繼U艇战斗章後於1944年5月設置的更高級戰鬥獎勵，通常授予那些已经獲得過U艇作战章、同时又进一步作出贡献的潛艇官兵。根据巡逻次数、任务风险和战斗中表现出来的勇气，这种徽章分为金、银、铜三种级别，實際授予需經由海軍元帥卡爾·鄧尼茲的親自審核。